# Michael Münter
Michael Münter (* 5. Februar 1973 in Nürnberg) ist ein deutscher politischer Beamter. Er ist seit 2021 Ministerialdirektor und Amtschef im Ministerium für Umwelt, Klima und Energiewirtschaft Baden-Württemberg.

## Leben

### Ausbildung
Michael Münter absolvierte zunächst eine Berufsausbildung zum Bankkaufmann und studierte anschließend von 1995 bis 2001 Geschichte, Politikwissenschaften und Volkswirtschaftslehre an der Friedrich-Alexander-Universität Erlangen-Nürnberg und schloss das Studium mit einer Arbeit zur Europapolitik der Partei Bündnis 90/Die Grünen ab. Im Jahr 2005 wurde er bei Professor Roland Sturm mit einer Arbeit über die Verfassungspolitik im Vereinigten Königreich an derselben Universität im Fach Politikwissenschaft promoviert.

### Laufbahn
Münter arbeitete von 2001 bis 2006 als wissenschaftlicher Mitarbeiter am Institut für Politische Wissenschaft der Universität Erlangen-Nürnberg. Danach war er von 2007 bis 2011 als persönlicher Referent und wissenschaftlicher Mitarbeiter des Fraktionsvorsitzenden bzw. stellv. Fraktionsvorsitzenden Fritz Kuhn (Bündnis 90/Die Grünen) tätig. Anschließend fungierte er von 2011 bis 2013 als Leiter des Referats für Politische Planung, Grundsatzangelegenheiten, Koordination Landtag, Wissensmanagement im Staatsministerium Baden-Württemberg. Im Jahr 2013 holte ihn der frischgewählte Oberbürgermeister der Landeshauptstadt Stuttgart, Fritz Kuhn, in die Stadtverwaltung, wo Münter 2016 die Leitung des Referats für Strategische Planung und Nachhaltige Mobilität übernahm. In dieser Funktion verantwortete er unter anderem die gesamtstädtische Koordinierung und Steuerung sämtlicher Mobilitätsthemen inklusive der Luftreinhaltung sowie des 2019 beschlossenen Aktionsprogramms Klimaschutz.
Am 1. Dezember 2021 wurde er unter Ministerin Thekla Walker (Bündnis 90/Die Grünen) zum Ministerialdirektor und Amtschef im Ministerium für Umwelt, Klima und Energiewirtschaft Baden-Württemberg ernannt. Er folgte auf Helmfried Meinel, welcher in den Ruhestand verabschiedet wurde.